# M59-UCD3
M59-UCD3是一個在天球上位於室女座的超小型矮星系，鄰近M59星系。該星系由聖荷西州立大學的兩名天文系學生發現於2015年。該星系的直徑是本銀河系的二百分之一，恆星分布密度是太陽周圍空間的一萬倍，是已知密度第二高的矮星系，僅次於同時發現的M85-HCC1。